# Garrison Fewell

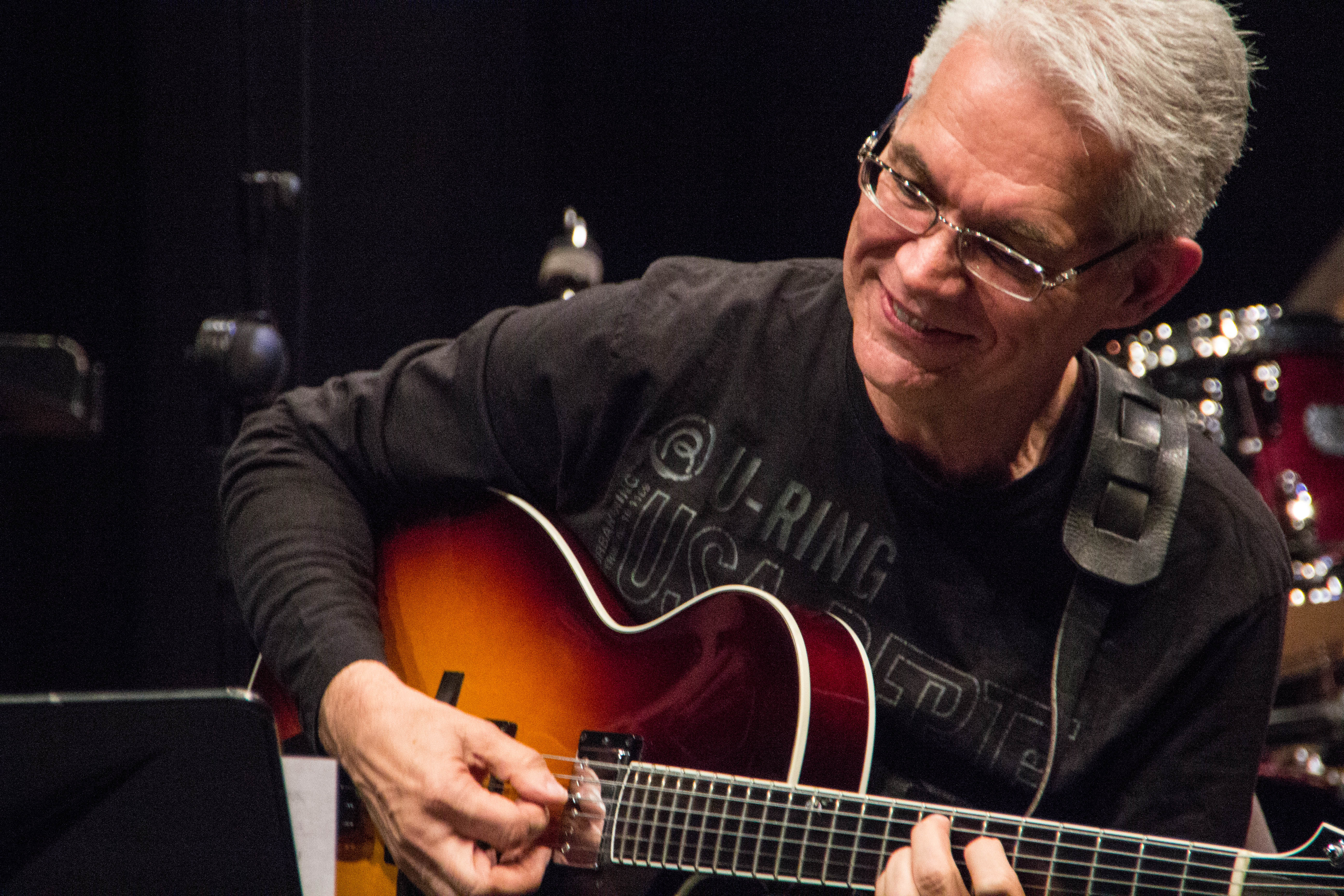
Garrison Fewell, Ireland, 2013

Garrison Fewell (* 14. Oktober 1953 in Charlottesville, Virginia; † 5. Juli 2015) war ein US-amerikanischer Jazzgitarrist und Hochschullehrer, der im Laufe seiner Karriere häufig in Europa arbeitete.

## Biografie
Garrison Fewell wuchs in Philadelphia auf; mit elf Jahren lernte er Gitarre und begann sich für Bluesgitarre zu interessieren. 1967 fing er an, als professioneller Musiker in seiner Heimatstadt aufzutreten, als er Stücke der Delta-Blues-Gitarristen und eigene Instrumental-Improvisationen spielte. 1972 ging er auf eine Tournee durch den Nahen Osten; nach seiner Rückkehr in die Vereinigten Staaten studierte er ab 1973 am Berklee College of Music Jazzgitarre bei Lenny Breau und Pat Martino. Nach seiner Graduierung 1977 ist Fewell am Berklee College of Music als Hochschullehrer tätig und Autor von zwei Lehrbüchern über Jazzgitarre, wie Jazz Improvisation for Guitar - A Melodic Approach. Außerdem schrieb er für Musikmagazine wie Guitar Player, Guitar Club, Chitarre und Axe. 1988 kam er im akademischen Austauschprogramm nach Rotterdam. In dieser Zeit arbeitet er auch mit holländischen Musikern wie Cees Slinger zusammen und trat auf dem North Sea Jazz Festival im Duo mit dem Pianisten Dave Frank auf. 1989 zog er nach Paris, unterrichtete an der American School of Modern Music und trat in den bekannten Jazzclubs der Stadt auf. Bei einer Italientournee kam es zu einem Auftritt beim Umbria Jazz Festival in Perugia.
Danach arbeitete Fewell im Duo mit dem Pianisten Alex Ulanowsky an einem Lehrprogramm für Jazztheorie und Improvisation. Daneben traten die beiden Musiker bei Konzerten und Workshops in Holland, Belgien, Italien und Österreich auf. 1991 kam er mit einem Stipendium des National Endowment for the Arts nach Deutschland und unterrichtete u. a. an der Jazz & Rock Schule in Freiburg und an den Konservatorien von Leipzig und Weimar, wo er zum Kontrapunkt und der Musik von Johann Sebastian Bach und Charlie Parker forschte. 1992 lehrte er in Köln und Aachen; daneben spielte er mit David Friesen auf dem Zelt-Musik-Festival in Freiburg.
1993 nahm er mit Fred Hersch, Cecil McBee und Matt Wilson sein Debütalbum A Blue Deeper Than the Blue auf; seitdem legte er eine Reihe von Alben unter eigenem Namen vor, die bei Accurate, Splasc(h) und Koch Records erschienen sind. Dabei arbeitete er mit Musikern wie Achille Succi, Roy Campbell, Jim McNeely, George Cables, Steve LaSpina und Billy Hart zusammen. 
Von 1994 bis 1999 hielt Fewell auf Einladung der polnischen Jazz-Gesellschaft Sommerkurse bei Warschau und spielte mit polnischen Künstlern auf dem Solo/Duo/Trio Festival in Krakau. In Ungarn kam es 1995 zur Zusammenarbeit mit dem Pianisten Laszlo Gardony; das Duo trat auch auf dem Tatabanya Jazz Festival mit Dusko Goykovich und Zbigniew Namysłowski auf, hielt gemeinsame Sommerkurse und hatte Auftritte im Kopenhagener Jazzhus Montmartre. Auf Einladung der International Association for Jazz Education (IAJE) unterrichtete Fewell Ende der 1990er Jahre mit Bill Dobbins auf der Gründungskonferenz des europäischen IAJE in Maastricht. Von 1995 bis 1999 hielt er Jazz-Workshops auf dem Montreux Jazz Festival, wo er auch mit seinem Trio konzertierte. 1996 gastierte er mit Tal Farlow auf der Musikmesse Frankfurt. Um 2000 wandte er sich mehr der improvisierten Musik zu und nahm mit John Tchicai das Album Big Chief Dreaming für Soul Note auf; im Trio mit Tchicai und Charlie Kohlhase folgte 2006 der Live-Mitschnitt Good Night Songs (Boxholder). Auch arbeitete er mit Khan Jamal und mit dem Variable Density Sound Orchestra.

## Veröffentlichungen
- Jazz Improvisation for Guitar. A Melodic Approach. Berklee Press, Boston MA 2005, ISBN 0-634-01772-1.
- Jazz Improvisation for Guitar. A Harmonic Approach. Berklee Press, Boston MA 2010, ISBN 0876391048
- Outside Music, Inside Voices. 2014, ISBN 978-0-692-23563-8

## Diskographische Hinweise
- A Blue Deeper Than the Blue (Accurate, 1993)
- Reflection of a Clear Moon (Accurate, 1995)
- Are You Afraid of the Dark? (Accurate, 1995)
- Birdland Sessions (Koch Jazz, 1996) Steve LaSpina, Jeff Williams
- City of Dreams (Splasc(h), 1999) mit George Cables Tino Tracanna, Steve LaSpina, Jeff Williams
- Red Door Number Eleven (Splasc(h), 2003)
- Big Chief Dreaming (Soul Note, 2005) mit John Tchicai, Tino Tracanna, Paolino Dalla Porta, Massimo Manzi
- Good Night Songs (Boxholder, 2006)
- Sound Particle 47 (Creative Nation Music, 2010)
- Tribal Ghost (NoBusiness Records, 2014), mit Charlie Kohlhase, John Tchicai, Cecil McBee, Billy Hart

## Lexikalischer Eintrag
- Richard Cook, Brian Morton: The Penguin Guide to Jazz on CD. 6. Auflage. Penguin, London 2002, ISBN 0-14-051521-6.